# Молленкопф, Стивен
Стивен Молленкопф (англ. Steven M. Mollenkopf; 1968, США) — американский бизнесмен и топ-менеджер, генеральный директор (2014—2021) и член совета директоров корпорации Qualcomm Inc.

## Биография
Родился в 1968 году, в США. Получил степень бакалавра в области электротехники в Политехническом университете Виргинии и степень магистра в области электротехники в Мичиганском университете.
В 1994 году начал свою карьеру в компании Qualcomm в качестве инженера, и работает в компании уже на протяжении более 26 лет.
В 2008 году стал руководителем процессорного подразделения компании Qualcomm.
В течение своей карьеры в компании он курировал бизнес компании по запуску производства чипов для таких технологий как: CDMA, W-CDMA, LTE, 4G. Он помог сделать Qualcomm крупнейшим в мире поставщиком мобильных чипсетов и мировым лидером в области мобильных технологий для смартфонов.
В начале 2011 года, будучи исполнительным вице-президентом, возглавил крупнейшее приобретение, когда компания Qualcomm за 3,1 млрд $ поглотила компанию Atheros Communications. Сделка помогла расширить бизнес компании Qualcomm далеко за пределы смартфонов, и ускорило принятие технологий и платформ в новых сегментах рынка.
В 2011 году занял должность главного операционного директора и в этой должности курировал инвестиции компании в технологии, которые сделали компанию Qualcomm лидером на современном массовом рынке мобильных чипов для смартфонов в области: вычислительных, графических и мультимедиа технологий. Тогда же компания расширила своё лидерство в сегменте 3G и 4G-модемов.
В марте 2014 года стал генеральным директором компании Qualcomm.
5 января 2021 года из пресс-релиза компании Qualcomm стало известно, что Стив Молленкопф уйдёт в отставку с поста гендиректора компании 30 июня 2021 года, и его сменит на этом посту нынешний президент компании Криштиану Амон, кандидатура которого была единогласно поддержана членами совета директоров. А сам Молленкопф после отставки останется стратегическим советником в компании на неопределенное время.

## Научные исследования
Молленкопф является автором публикуемым в IEEE и имеет семь патентов в таких областях, как оценка мощности и измерения мульти-стандартных датчиков и беспроводных технологий связи. Он является председателем организации Global Semiconductor Alliance и членом совета директоров Semiconductor Industry Association.